# Tiddas
Tiddas (arabisch تيداس, DMG Tīdās) ist eine Kleinstadt mit ca. 3500 Einwohnern im zentralen Hügelland (zaer) Marokkos.

## Lage und Klima
Tiddas liegt etwa 180 km (Fahrtstrecke) östlich der Millionenstadt Casablanca bzw. ca. 110 km südwestlich von Meknès in einer Höhe von etwa 500 m. Etwa 20 km südöstlich liegt der ca. 1060 m hohe Jbel Mouchchene. Durch den Ort führt die Verbindungsstraße zwischen Khénifra und Rabat. Die Temperaturen sind vergleichsweise gemäßigt; Regen (ca. 600 mm/Jahr) fällt nahezu ausschließlich im Winterhalbjahr.

## Bevölkerung
| Jahr      | 1994  | 2004 | 2014 | 2024 |
| Einwohner | k. A. | 3584 | 3520 | 3313 |

Zu Beginn des französischen Protektorats (1912) war Tiddas nur ein kleiner Marktort. Heute besteht die Bevölkerung der Kleinstadt nahezu ausschließlich aus Angehörigen verschiedener Berberstämme der Umgebung. Viele sind aus soziokulturellen Gründen (Hoffnung auf Arbeit, Verbesserung der materiellen Lebensbedingungen und der Gesundheitsvorsorge, bessere Möglichkeiten zur schulischen Ausbildung der Kinder etc.) seit den 1970er Jahren zugewandert.

## Wirtschaft
Aufgrund der guten Böden und der für marokkanische Verhältnisse ausreichenden Regenfälle ist das Umland vergleichsweise fruchtbar.

## Geschichte und Sehenswürdigkeiten
Die Kleinstadt war ein ehemaliger Marktort (souk), ist aber weitgehend modern und hat keine historischen oder kulturellen Sehenswürdigkeiten.